# Indigofera candicans
Indigofera candicans är en ärtväxtart som beskrevs av William Aiton. Indigofera candicans ingår i släktet indigosläktet, och familjen ärtväxter. Inga underarter finns listade i Catalogue of Life.